# Мик, Шанталь
Шанталь Оливия Мик (англ. Chantal Olivia Meek; 19 декабря 1978, Кентербери) — австралийская гребчиха-байдарочница английского происхождения, выступала за сборную Австралии на всём протяжении 2000-х годов. Бронзовая призёрша летних Олимпийских игр в Пекине, участница Олимпиады в Афинах, обладательница бронзовой медали чемпионата мира, победительница многих регат национального и международного значения.

## Биография
Шанталь Мик родилась 19 декабря 1978 года в городе Кентербери в Англии, однако впоследствии переехала на постоянное жительство в Австралию. Активно заниматься греблей на байдарках начала с раннего детства, проходила подготовку в спортивном клубе  Manly Warringah Kayak Club.
Первого серьёзного успеха на взрослом международном уровне добилась в 2003 году, когда попала в основной состав австралийской национальной сборной и побывала на чемпионате мира в американском Гейнсвилле, откуда привезла награду бронзового достоинства, выигранную в зачёте четырёхместных байдарок на дистанции 1000 метров. Благодаря череде удачных выступлений удостоилась права защищать честь страны на летних Олимпийских играх 2004 года в Афинах — стартовала здесь в четвёрках совместно с Лизой Олденхоф, Амандой Рэнкин и Кейт Баркли на дистанции 500 метров, добралась до финальной стадии турнира, однако в решающем заезде финишировала лишь шестой, немного не дотянув до призовых позиций.
Будучи в числе лидеров гребной команды Австралии, Мик благополучно прошла квалификацию на Олимпийские игры 2008 года в Пекине — на сей раз в составе четырёхместного экипажа, куда также вошли Лиза Олденхоф, Ханна Дейвис и Линдси Фогарти, заняла в полукилометровой гонке третье место и завоевала тем самым бронзовую олимпийскую медаль (на финише её опередили только команды из Германии и Венгрии). Кроме того, стартовала здесь в программе одиночек на пятистах метрах, но сумела дойти лишь до стадии полуфиналов, где финишировала седьмой. Вскоре по окончании этих соревнований приняла решение завершить карьеру профессиональной спортсменки, уступив место в сборной молодым австралийский гребчихам.
Помимо участия в спринтерских соревнованиях по гребле, Шанталь Мик также неоднократно выступала на марафонских регатах. В частности, она является двукратной бронзовой призёркой марафонских чемпионатов мира в одиночной байдарочной дисциплине (2000, 2001).